# Oreste Moricca
Oreste Moricca (né le 5 août 1891 à Filandari, dans la province de Vibo Valentia, en Calabre et mort le 21 juin 1984 à Bra, est un escrimeur italien, ayant pour arme l'épée et le sabre.

## Biographie
Oreste Moricca est sacré champion olympique d'escrime dans l'épreuve de sabre par équipes et remporte une médaille de bronze dans l'épreuve d'épée par équipes aux Jeux olympiques d'été de 1924 à Paris.